# Rallye du Maroc 1972
Le Rallye du Maroc 1972 (15e Rallye du Maroc), disputé du 27 au 30 avril 1972, est la vingtième manche du Championnat international des marques (IRC) courue depuis 1970 et la quatrième manche du Championnat international des marques 1972.

## Contexte avant la course

### Le championnat international des rallyes pour marques
Alors que le championnat d'Europe des rallyes pour conducteurs fut créé en 1953, ce n'est que quinze ans plus tard, en 1968 qu'apparut le championnat d'Europe des rallyes pour marques (ERC), Ford devenant cette année-là le premier constructeur titré dans la discipline. En 1970, le championnat devint intercontinental et fut rebaptisé championnat international des rallyes pour marques (IRCM) en intégrant une épreuve africaine, le Safari, le Rallye du Maroc venant s'ajouter à son calendrier dès l'année suivante. Le calendrier 1972 comprend dix manches (sept en Europe, deux en Afrique et une en Amérique du Nord). Le barème d'attribution des points vient d'être modifié, correspondant à celui prévu pour le futur championnat du monde des rallyes qui sera mis en place en 1973. Les épreuves sont réservées aux catégories suivantes :
- Groupe 1 : voitures de tourisme de série
- Groupe 2 : voitures de tourisme spéciales
- Groupe 3 : voitures de grand tourisme de série
- Groupe 4 : voitures de grand tourisme spéciales

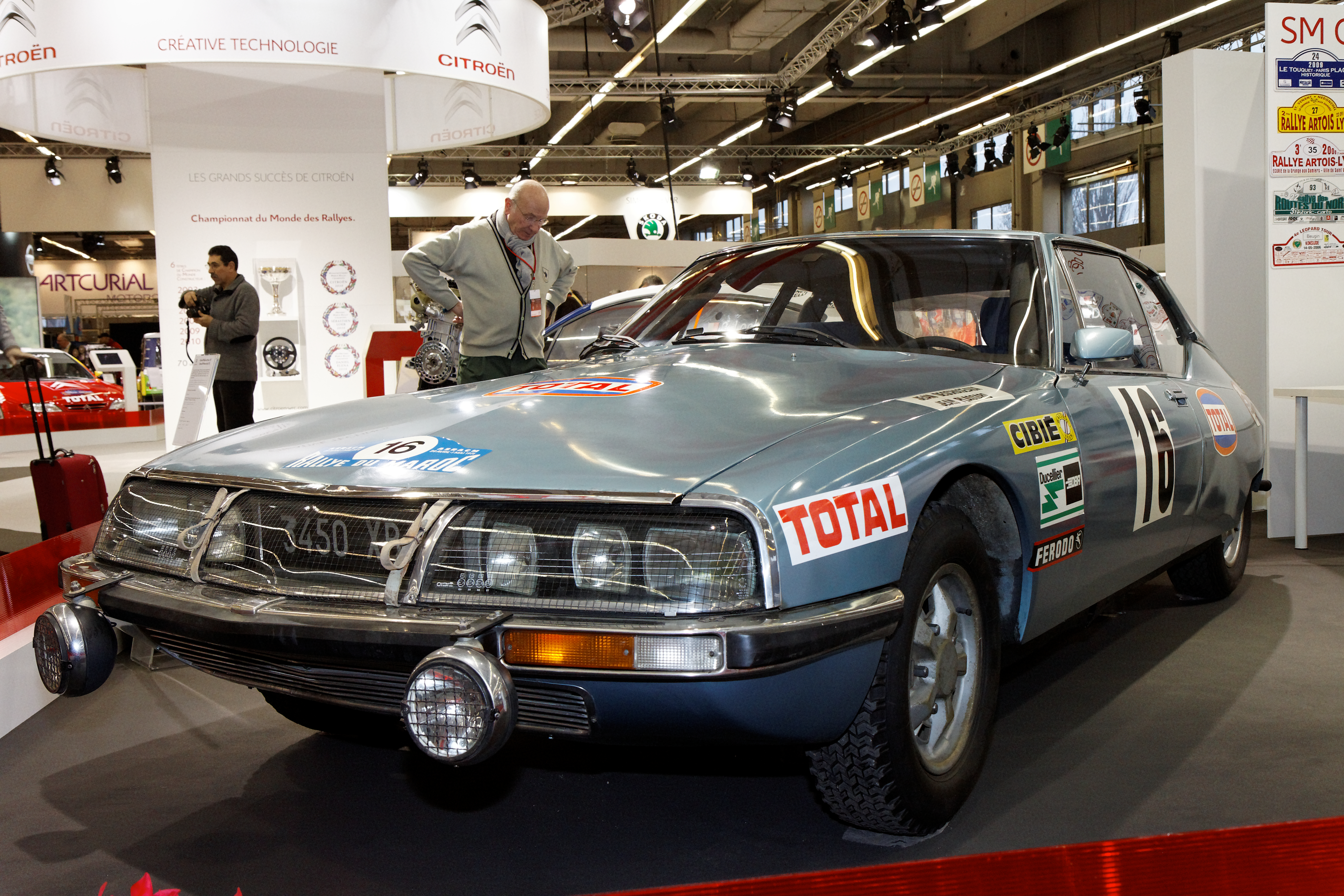
La Citroën SM de l'équipage Jean Deschazeaux/Jean Plassard, victorieuse de l'édition 1971 du Rallye du Maroc.

Bien que n'ayant encore remporté aucune victoire cette saison, Porsche pointe en tête du championnat grâce aux trois secondes places acquises lors des trois manches déjà disputées. Le constructeur de Stuttgart n'envisage cependant pas une participation active pour les épreuves suivantes, contrairement à la Scuderia Lancia qui, galvanisée par la victoire de Sandro Munari au Rallye Monte-Carlo, figure au rang des équipes favorites alors que la déroute inattendue d'Alpine-Renault a sérieusement compromis les chances de la marque française de conserver le titre obtenu en 1971.

### L'épreuve
Quelques éditions du Rallye du Maroc furent disputées avant guerre, mais ce n'est qu'à partir de 1949 que cette épreuve commença à être régulièrement organisée. De 1956 à 1966, durant les dix premières années d'indépendance du pays, la course n'eut cependant pas lieu et ce n'est que fin 1967 que le Rallye du Maroc put être de nouveau couru, le pilote franco-marocain Robert La Caze remportant la victoire au volant d'une Renault 8 Gordini. Couru principalement sur terre, c'est un rallye particulièrement éprouvant, certains secteurs chronométrés dépassant les deux cents kilomètres. L'épreuve a été intégrée au calendrier du Championnat international des marques en 1971. En s'imposant cette année-là au volant d'une SM, l'équipage local Jean Deschazeaux/Jean Plassard a permis à Citroën d'y obtenir sa troisième victoire consécutive, Robert Neyret ayant remporté les deux éditions précédentes sur une DS.

## Le parcours
- départ : 27 avril 1972 de Rabat
- arrivée : 30 avril 1972 à Casablanca
- distance : 4254 km, dont 1465 km sur 12 épreuves spéciales
- surface : asphalte (16%)  et terre (84%)
- Parcours divisé en trois étapes[3]

### Première étape
- Rabat - Fès - Aknoul - Ouazzane - Fès - Missour - Rich - Marrakech, du 27 au 28 avril
- 7 épreuves spéciales, 615 km

### Deuxième étape
- Marrakech - Tizi N'Test - Irherm - Foum Zguid - Ouarzazate, du 28 au 29 avril
- 3 épreuves spéciales, 409 km

### Troisième étape
- Ouarzazate - Zagora - Rissani - Rich - Casablanca, le 30 avril
- 2 épreuves spéciales, 441 km

## Les forces en présence
- Alpine-Renault

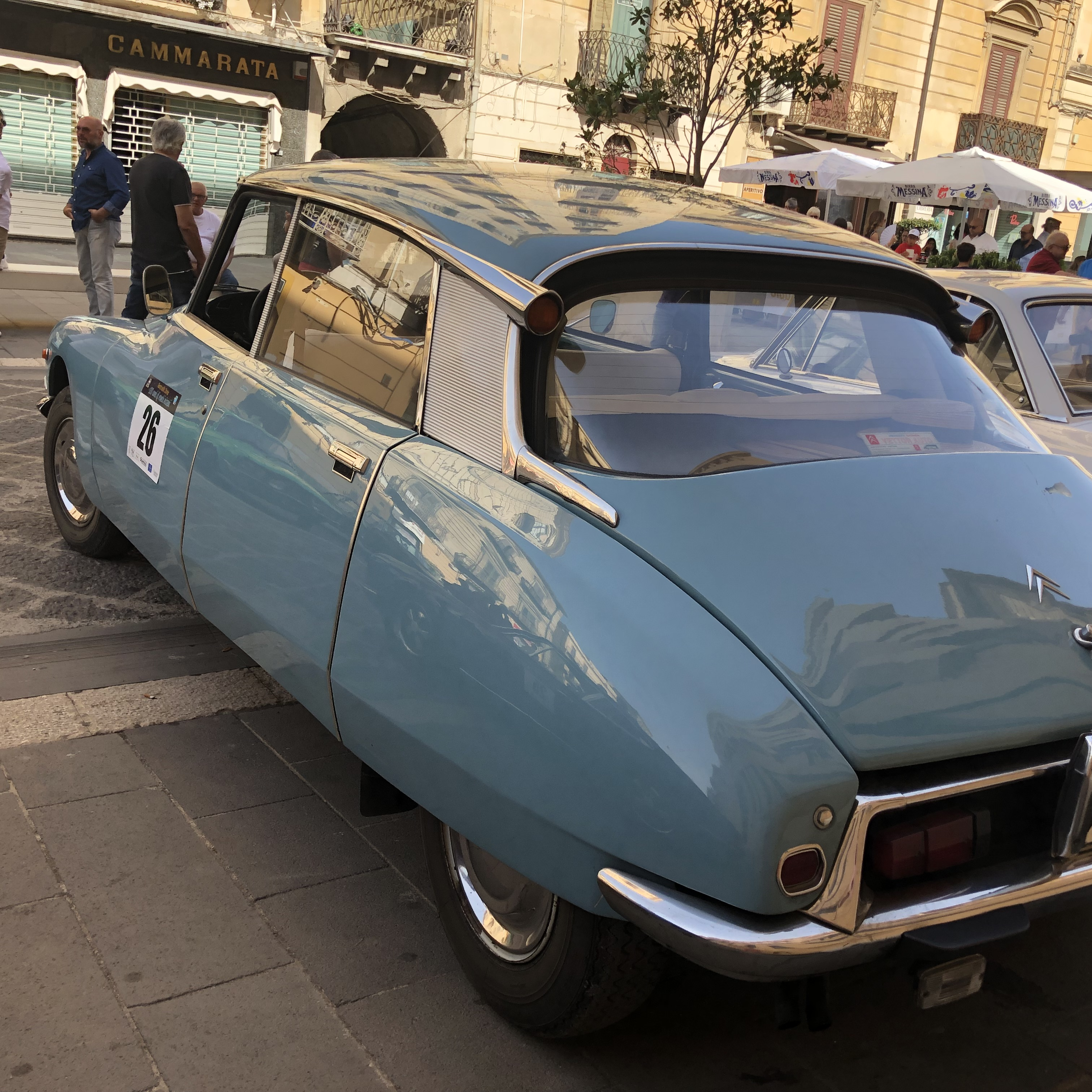
En plus des trois SM engagées, quatre Citroën DS21 seront au départ, dont deux versions Groupe 1, très proches de ce modèle de série, confiées à Francisco Romãozinho et à Raymond Ponnelle.

Le constructeur dieppois a soigneusement préparé sa participation à l'épreuve marocaine et vise la victoire, afin de se maintenir dans la course au titre international. Trois berlinettes A110 1600 S Groupe 4 sont confiées aux équipages Jean-Luc Thérier/Claude Roure, Ove Andersson/Arne Hertz et Jean-Pierre Nicolas/Pierre Thimonier. Craignant que le nombre minimal de cinquante équipages ne soit pas atteint, le directeur sportif Jacques Cheinisse a engagé deux A110 supplémentaires, une pour René Trautmann/Dominique Guichard, la seconde pour lui-même avec Marcel Callewaert pour copilote. Ces deux voitures ne sont là que pour faire nombre et ne disputeront que le début de la première étape. Les trois autres ont été équipées d'une suspension renforcée, à débattement augmenté par rapport à la configuration asphalte. Un blindage a été boulonné sous la coque et la prise d'admission d'air a été déplacée à l'intérieur de l'habitacle afin de permettre le franchissement des gués ou des oueds. Le poids des voitures atteint 900 kg. Placé en porte-à-faux arrière, le moteur quatre cylindres de 1596 cm3, alimenté par deux carburateurs double-corps Weber, développe 160 chevaux. Les Alpine sont chaussées de pneus Michelin.
- Citroën

L'équipe dirigée par Marlène Cotton a engagé un total de six voitures : trois coupés SM (deux en Groupe 2 pour Rauno Aaltonen/Henry Liddon et Björn Waldegård/Fergus Sager et un en Groupe 1 pour Jean Deschazeaux/Jean Plassard) ainsi que trois berlines DS 21 (une Groupe 2 pour Robert Neyret/Jacques Terramorsi et deux Groupe 1 pour Francisco Romãozinho/José Arnaud et Raymond Ponnelle/Pierre de Serpos). Les Citroën sont toutes des tractions. Les SM sont animées par un V6 d'origine Maserati, d'une cylindrée de 2670 cm3. Alimenté par trois carburateurs Weber à double-corps, il développe 170 à 5500 tr/min pour la version de série, la préparation Groupe 2 permettant d'atteindre 220 chevaux. Le poids de ces voitures est de l'ordre d'une tonne et demie. Le quatre cylindres de 2175 cm3 des DS 21 est alimenté par injection électronique Bosch et développe, de base, 125 chevaux à 5250 tr/min. La version Groupe 2 hérite du moteur de la future DS 23 (2347 cm3), gonflé à 180 chevaux. Les DS pèsent plus de 1300 kg. L'équipage autrichien Richard Bochnicek/Kurt Nestinger dispose d'une version Groupe 2 semblable à celle de Neyret/Terramorsi et bénéficie de l'assistance d'usine. Les Citroën ont des pneus Michelin.
- Lancia

La Scuderia Lancia avait initialement engagé deux coupés Fulvia HF Groupe 4 mais l'équipage Harry Källström/Gunnar Häggbom, retenu pour les reconnaissances du Rallye de l'Acropole, a déclaré forfait et l'unique Fulvia présente est aux mains de Simo Lampinen, navigué par Sölve Andreasson. En version piste, cette traction pèse environ une tonne. Son moteur V4 de 1584 cm3, alimenté par deux carburateurs Dell'Orto à double-corps, fournit près de 160 chevaux à 7000 tr/min. Les pneus sont de marque Pirelli.
- Peugeot

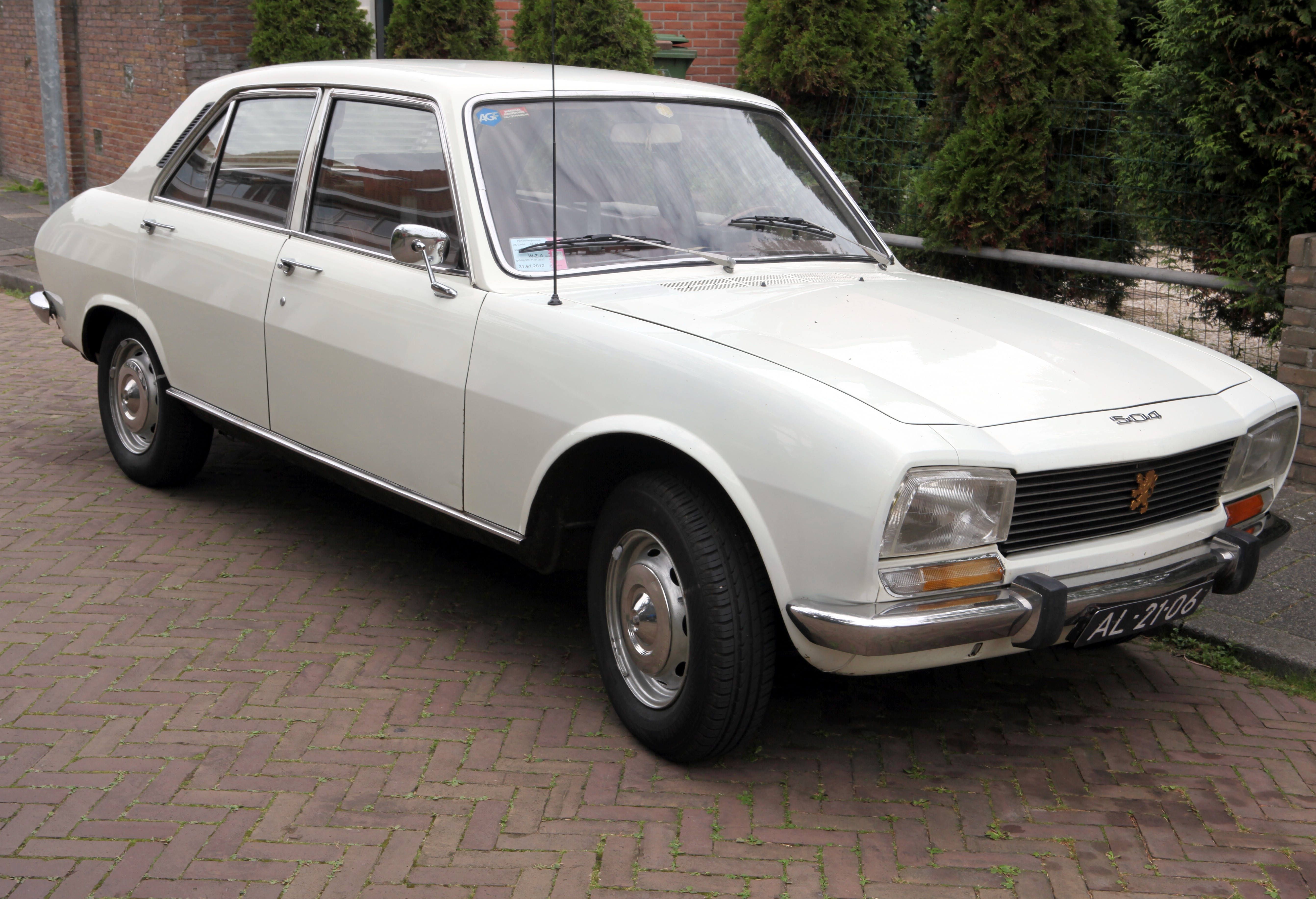
Les quatre 504 engagées sont pratiquement identiques aux modèles de série.

Le constructeur sochalien n'est pas officiellement présent, mais les quatre berlines 504 engagées par Jean Guichet ont été préparées en usine, avec le support du bureau d'études de la marque. Assisté de Jean Todt, Guichet prendra le départ sur une version Groupe 1 (transmission classique, moteur quatre cylindres de 1971 cm3 alimenté par injection mécanique Kugelfischer, 104 chevaux à 5200 tr/min), tout comme l'équipage britannique Tony Fall/Mike Wood. Les voitures de Guy Chasseuil/Christian Baron et de Hannu Mikkola/Atso Aho bénéficient de petites évolutions Groupe 2, leur puissance est de l'ordre de 110 chevaux. Les 504 pèsent plus de 1200 kg et sont chaussées de pneus Michelin.
- Renault

Le pilote belge Jean-Marie Jacquemin, navigué par Jacques Jaubert, s'aligne une une Renault 12 Gordini Groupe 2. Parmi les Renault 16 TS Groupe 2 au départ, on note la présence de l'équipage féminin Claudine Trautmann/Marie-Odile Desvignes et celle des pilotes locaux «Dupré»/«Le Tahitien».
- DAF

Spécialiste de la marque néerlandaise, Claude Laurent (secondé par Yves Dion) est au volant de la Daf 55 Groupe 2 avec laquelle il a disputé le dernier Rallye Monte-Carlo. Il utilise des pneus Goodyear. 
- Mercedes-Benz

Le concessionnaire parisien du constructeur allemand, Paul-Henry Archambeaud, a engagé deux grosses berlines 280 SE Groupe 2 (transmission classique, moteur six cylindres en ligne, 2778 cm3, 160 chevaux) pour les équipages Raymond Touroul/Pierre Lafont et Pierre Pagani/Michel Malherbe.

## Déroulement de la course

### Première étape
Les cinquante-deux équipages s'élancent tous de Marrakech le mercredi matin pour gagner Rabat où est donné le départ du Rallye du Maroc.

#### Rabat - Fès

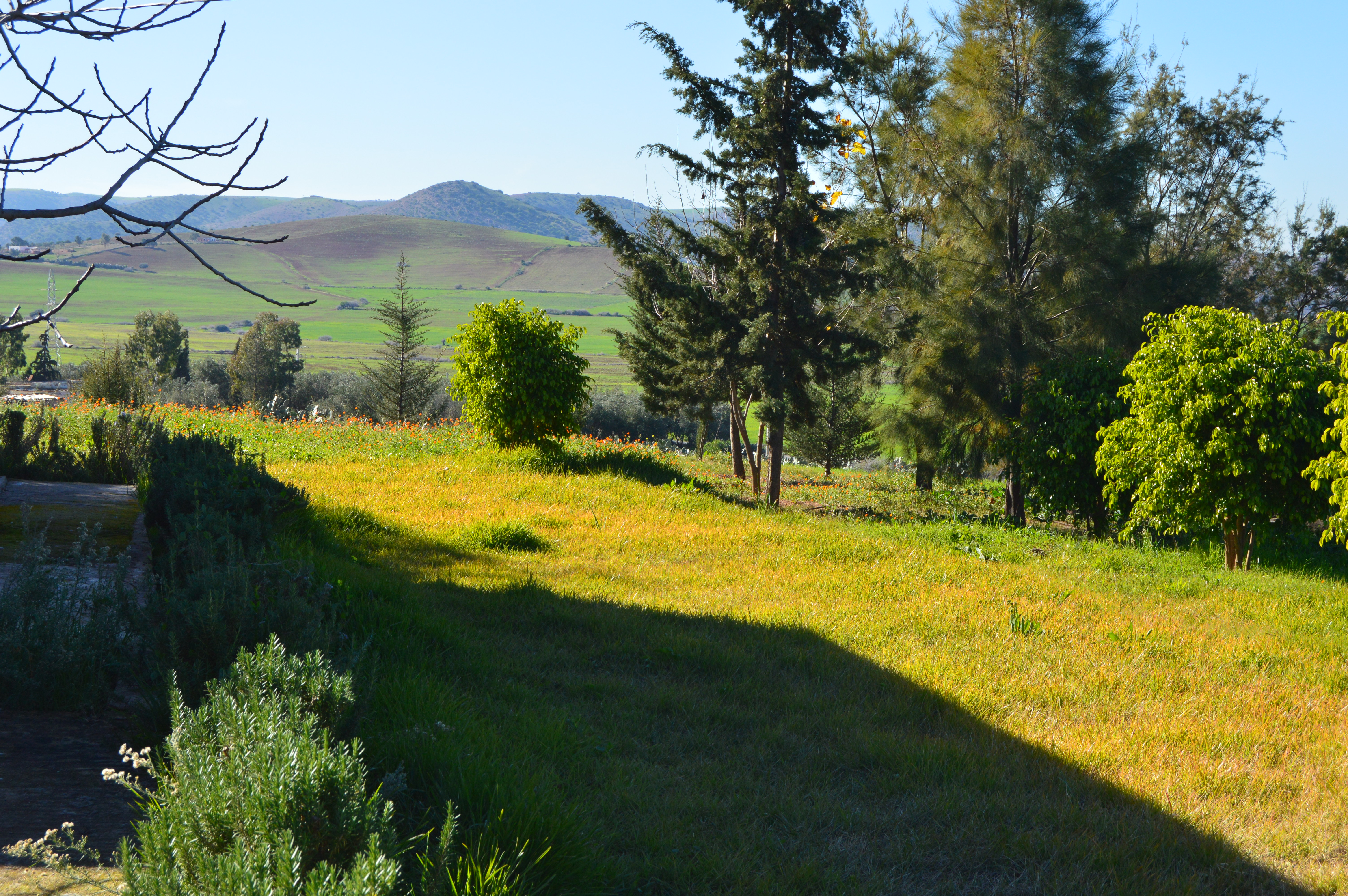
Les alentours de Tiddas, sur le parcours de la première épreuve spéciale.

Le début du rallye se déroule dans l'Atlas. Les concurrents parcourent tout d'abord une centaine de kilomètres afin de rejoindre Maâziz. Engagé uniquement pour assurer un nombre suffisant de participants, René Trautmann (Alpine-Renault) a déjà volontairement renoncé, son directeur sportif Jacques Cheinisse l'imitera un peu plus tard. Deux autres Alpine se mettent en évidence dans la première épreuve chronométrée, empruntant une route sinueuse et goudronnée au milieu des collines de la région de Tiddas. Ove Andersson devance de quelques secondes Jean-Pierre Nicolas, mais leur coéquipier Jean-Luc Thérier a perdu près de trois minutes à cause d'une crevaison. La Lancia de Simo Lampinen est troisième, devant les trois Citroën SM de Björn Waldegård, Rauno Aaltonen et Jean Deschazeaux. Le deuxième secteur chronométré, entre Fès et Taza, permet à Thérier de rattraper une bonne partie de son retard, le pilote normand reprenant près de deux minutes à ses coéquipiers et remontant en quatrième position au classement général, juste derrière Lampinen. L'équipe Citroën a été durement touchée : Deschazeaux a abandonné, une roue brisée ayant provoqué une sortie de route entraînant la casse d'un bras de suspension, et Richard Bochnicek a également dû renoncer, moteur grippé à cause d'un problème de pompe à huile sur sa DS. Claudine Trautmann a perdu plusieurs heures à cause de multiples problèmes sur sa Renault 16 et a plongé dans les profondeurs du classement. Dans les épreuves suivantes, toujours sur bon revêtement, Lampinen fait jeu égal avec les pilotes d'Alpine. Nicolas a pris le commandement de la course mais, au regroupement de Fès, il possède à peine une minute d'avance sur la Lancia. Andersson et Thérier sont à plus de deux minutes de leur coéquipier. Ils devancent Waldegård, cinquième à plus de cinq minutes de l'équipage de tête. Sur l'autre SM, Aaltonen a chuté à la douzième place à cause d'un problème d'embrayage. Beaucoup moins puissantes que leurs concurrentes, les Peugeot 504 de Guy Chasseuil et d'Hannu Mikkola ont été distancées sur cette première partie de rallye, assez roulante. Elles occupent les sixième et septième places, comptant respectivement près de quatorze et dix-neuf minutes de retard. Ralenti en début de parcours par un problème d'échappement, Jean-Marie Jacquemin (Renault 12 Gordini) est remonté en huitième position, à une minute de Mikkola. Il reste trente-neuf équipages en course. 
| Pos. | Pilote               | Copilote           | Voiture                | Groupe | Temps           | Écart         |
| ---- | -------------------- | ------------------ | ---------------------- | ------ | --------------- | ------------- |
| 1    | Jean-Pierre Nicolas  | Pierre Thimonier   | Alpine A110 1600 S     | 4      | 2 h 40 min 00 s |               |
| 2    | Simo Lampinen        | Sölve Andreasson   | Lancia Fulvia coupé HF | 4      | 2 h 40 min 55 s | + 55 s        |
| 3    | Ove Andersson        | Arne Hertz         | Alpine A110 1600 S     | 4      | 2 h 42 min 09 s | + 2 min 09 s  |
| 4    | Jean-Luc Thérier     | Claude Roure       | Alpine A110 1600 S     | 4      | 2 h 42 min 48 s | + 2 min 48 s  |
| 5    | Björn Waldegård      | Fergus Sager       | Citroën SM             | 2      | 2 h 45 min 29 s | + 5 min 29 s  |
| 6    | Guy Chasseuil        | Christian Baron    | Peugeot 504            | 2      | 2 h 53 min 41 s | + 13 min 41 s |
| 7    | Hannu Mikkola        | Atso Aho           | Peugeot 504            | 2      | 2 h 58 min 59 s | + 18 min 59 s |
| 8    | Jean-Marie Jacquemin | Jacques Jaubert    | Renault 12 Gordini     | 2      | 2 h 59 min 58 s | + 19 min 58 s |
| 9    | Robert Neyret        | Jacques Terramorsi | Citroën DS 21          | 2      | 3 h 01 min 23 s | + 21 min 23 s |
| 10   | Francisco Romãozinho | José Arnaud        | Citroën DS 21          | 1      |                 |               |

#### Fès - Marrakech
Après une heure et demie de pause, les équipages reprennent la route en direction de Missour, au sud. Ils vont désormais affronter les pistes traversant des zones désertiques. Malgré un court-circuit ayant provoqué un début d'incendie, Waldegård se montre le plus rapide sur les 175 kilomètres menant à Meski, le Suédois remontant à la deuxième place du classement général, derrière Thérier qui a pris le commandement de la course à son coéquipier Nicolas, a perdu une roue arrière à la fin de ce secteur. Le pilote marseillais a rétrogradé en quatrième position, derrière Andersson, et la réparation lui coûtera une place supplémentaire. Thérier va conforter son avance dans le dernier tronçon chronométré, long de plus de 200 kilomètres, où Waldegård cède la deuxième place à Andersson. Jusqu'alors le mieux placé de l'équipe Peugeot, Chasseuil a cassé un amortisseur avant. Les biellettes de suspension sont endommagées et la réparation va lui faire perdre plus d'une heure. Le long parcours routier ramenant les concurrents à Marrakech va apporter son lot d'incidents. Nicolas perd de nouveau une roue, à l'avant cette fois, à cause d'un goujon cassé ; se trouvant loin de son assistance, il ne pourra terminer l'étape dans les délais et sera mis hors course. Aaltonen doit également renoncer, boîte de vitesses cassée. Jean Guichet est aux prises avec d'incessants problèmes d'injection sur sa 504 qui lui font perdre plus d'une heure et demie. Jacquemin a perdu plus de cinquante minutes à cause d'un court-circuit sur sa Renault 12. Au cours de la nuit, Thérier rallie la «ville ocre» avec trois minutes et demie d'avance sur son coéquipier Andersson et cinq sur Waldegård. N'ayant pris aucun risque, Lampinen est quatrième, deux minutes plus loin. Les nombreux incidents ont profité à Robert Neyret, cinquième au volant de sa DS, à plus d'une demi-heure toutefois de l'équipage de tête. Il devance la 504 d'Hannu Mikkola, sur qui reposent désormais les espoirs de Peugeot. Malgré une crevaison et un sérieux problème de freins ayant nécessité le démontage complet du système, Romãozinho, septième, est en tête du Groupe 1, juste devant son coéquipier Raymond Ponnelle. Il n'y a plus que vingt-cinq concurrents en course.

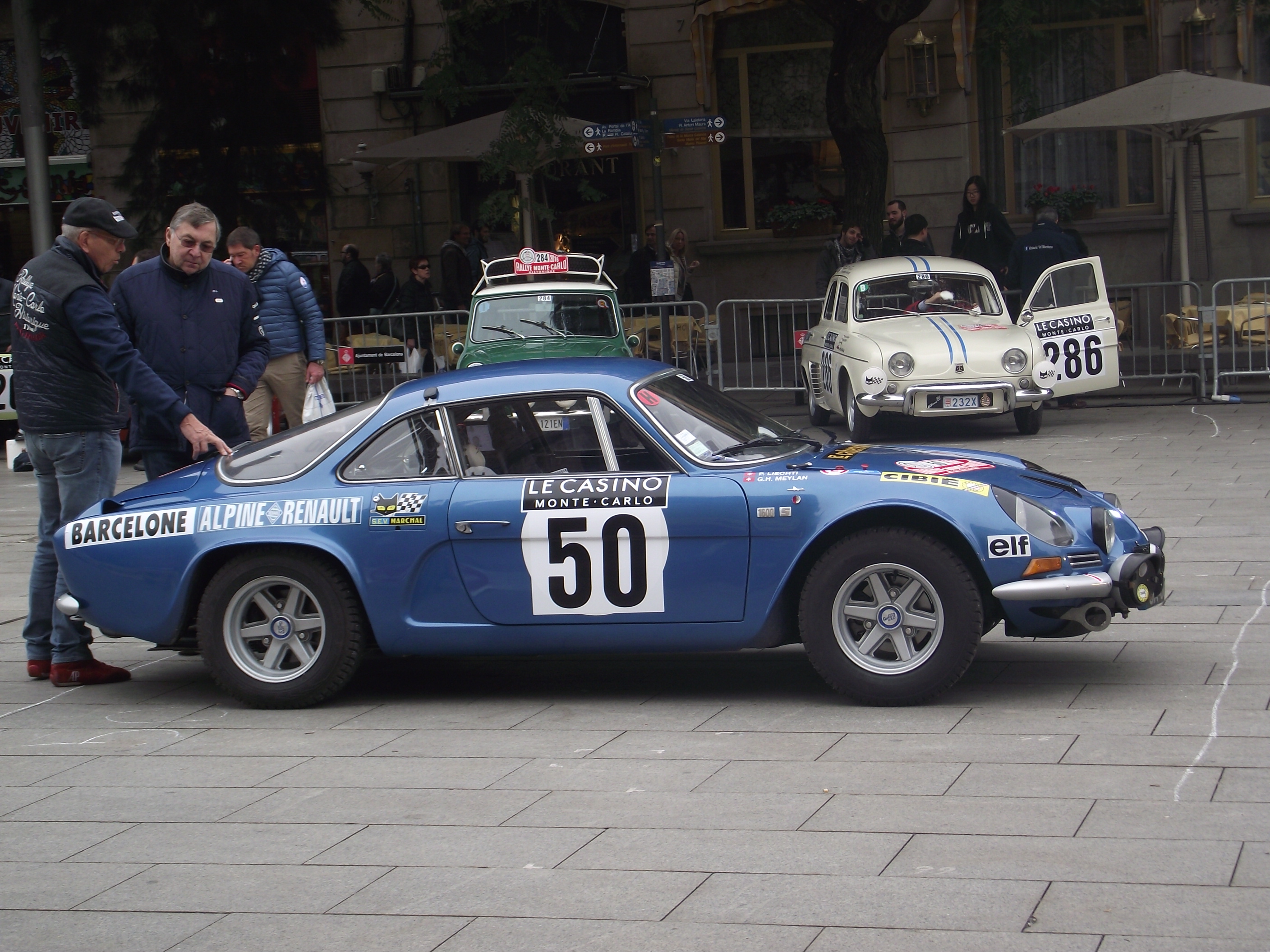
Une Alpine A110 1600 S Groupe 4 semblable à celles de Thérier et d'Andersson, en tête à l'issue de la première étape.

| Pos. | Pilote               | Copilote           | Voiture                | Groupe | Temps           | Écart             |
| ---- | -------------------- | ------------------ | ---------------------- | ------ | --------------- | ----------------- |
| 1    | Jean-Luc Thérier     | Claude Roure       | Alpine A110 1600 S     | 4      | 7 h 30 min 33 s |                   |
| 2    | Ove Andersson        | Arne Hertz         | Alpine A110 1600 S     | 4      | 7 h 34 min 08 s | + 3 min 35 s      |
| 3    | Björn Waldegård      | Fergus Sager       | Citroën SM             | 2      | 7 h 35 min 34 s | + 5 min 01 s      |
| 4    | Simo Lampinen        | Sölve Andreasson   | Lancia Fulvia coupé HF | 4      | 7 h 37 min 52 s | + 7 min 19 s      |
| 5    | Robert Neyret        | Jacques Terramorsi | Citroën DS 21          | 2      | 8 h 06 min 54 s | + 36 min 21 s     |
| 6    | Hannu Mikkola        | Atso Aho           | Peugeot 504            | 2      | 8 h 13 min 25 s | + 42 min 52 s     |
| 7    | Francisco Romãozinho | José Arnaud        | Citroën DS 21          | 1      | 8 h 22 min 26 s | + 51 min 53 s     |
| 8    | Raymond Ponnelle     | Pierre de Serpos   | Citroën DS 21          | 1      | 8 h 35 min 42 s | + 1 h 05 min 09 s |
| 9    | Tony Fall            | Mike Wood          | Peugeot 504            | 1      | 8 h 40 min 07 s | + 1 h 09 min 34 s |
| 10   | Raymond Touroul      | Pierre Lafont      | Mercedes-Benz 280 SE   | 2      | 9 h 21 min 36 s | + 1 h 51 min 03 s |

### Deuxième étape

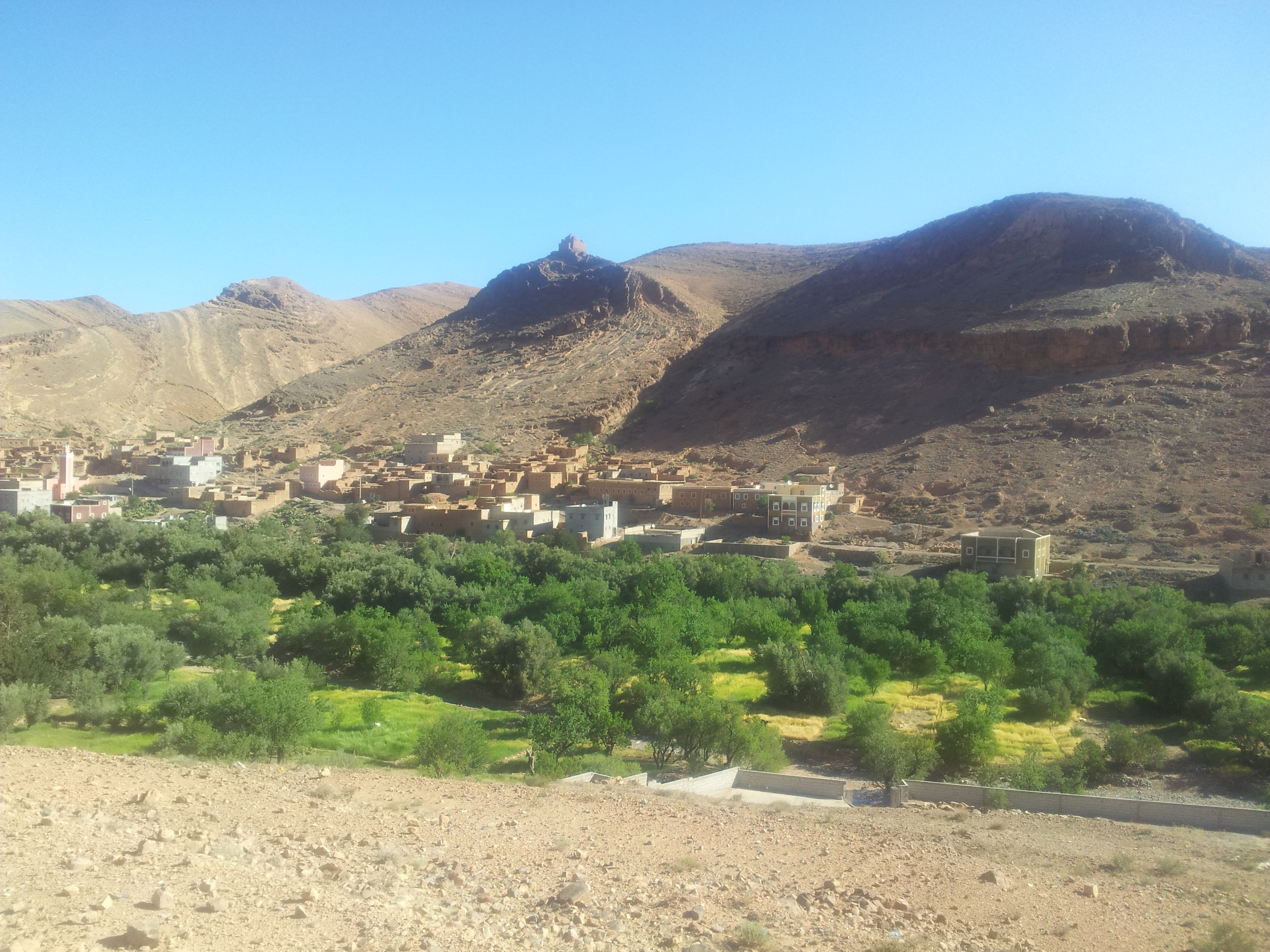
Irherm, dans l'Anti-Atlas, au cœur de la deuxième étape.

Les rescapés repartent de Marrakech en direction du massif du Toubkal. Dès la première épreuve spéciale, Waldegård doit renoncer, différentiel éclaté. Guichet abandonne également, injection défaillante. Une nouvelle fois le plus rapide, Thérier porte son avance sur Andersson à près de cinq minutes. Auteur d'une course sage, Lampinen, troisième, est maintenant à dix minutes de la première Alpine. Avec 230 kilomètres chronométrés, la traversée de l'Anti-Atlas va ensuite s'avérer particulièrement difficile. Joint de culasse claqué, Romãozinho abandonne peu après Irherm. Neyret casse sa commande d'accélérateur ; avec l'aide de son copilote Jean Terramorsi, il parvient à réparer mais dix kilomètres plus loin le joint de culasse cède. L'équipage va réussir à effectuer une réparation de fortune avec une pièce prélevée sur un siège arrière ! Malgré une double crevaison peu avant Tata, Andersson va réaliser le meilleur temps, à un peu plus de 70 km/h de moyenne. Le Suédois prend alors le commandement de la course, son coéquipier Thérier ayant dû renoncer après avoir crevé à trois reprises, l'équipage ne disposant que de deux roues de secours et se trouvant alors loin de toute assistance. Accusant un quart d'heure de retard, Lampinen prend la deuxième place, très loin devant Neyret, désormais relégué à cinquante minutes. Mikkola est remonté en quatrième position, juste devant Ponnelle qui occupe la tête du Groupe 1. Peu après Agdz, Andersson doit composer avec un moteur qui surchauffe, le radiateur de sa berlinette étant percé. Il doit lever le pied et perd beaucoup de temps, cédant la première place à Lampinen. Le Suédois parviendra néanmoins à rallier Ouarzazate en deuxième position, avec vingt minutes de retard sur la Lancia, mais le joint de culasse a lâché et le moteur est sérieusement touché. Neyret est troisième, toujours largement en tête du Groupe 2, devant son coéquipier Ponnelle qui mène le Groupe 1. Mikkola a rétrogradé en cinquième position alors que ses coéquipiers Chasseuil et Tony Fall ont tous deux abandonné, injection hors service. À plus de trois heures des leaders, la Renault 16 de «Dupré» est maintenant sixième, au coude à coude avec la DAF de Claude Laurent. Seulement dix voitures ont terminé cette deuxième étape.
| Pos. | Pilote             | Copilote              | Voiture                | Groupe | Temps            | Écart             |
| ---- | ------------------ | --------------------- | ---------------------- | ------ | ---------------- | ----------------- |
| 1    | Simo Lampinen      | Sölve Andreasson      | Lancia Fulvia coupé HF | 4      | 13 h 14 min 04 s |                   |
| 2    | Ove Andersson      | Arne Hertz            | Alpine A110 1600 S     | 4      | 13 h 34 min 10 s | + 20 min 06 s     |
| 3    | Robert Neyret      | Jacques Terramorsi    | Citroën DS 21          | 2      | 13 h 48 min 59 s | + 34 min 55 s     |
| 4    | Raymond Ponnelle   | Pierre de Serpos      | Citroën DS 21          | 1      | 14 h 11 min 47 s | + 57 min 43 s     |
| 5    | Hannu Mikkola      | Atso Aho              | Peugeot 504            | 2      | 14 h 20 min 50 s | + 1 h 06 min 46 s |
| 6    | «Dupré»            | «Le Tahitien»         | Renault 16 TS          | 2      | 16 h 29 min 49 s | + 3 h 15 min 45 s |
| 7    | Claude Laurent     | Yves Dion             | Daf 55                 | 2      | 16 h 34 min 50 s | + 3 h 20 min 46 s |
| 8    | Lorenzo Merlone    | Riccardo Mortara      | Volvo 142 S            | 2      | 17 h 36 min 39 s | + 4 h 22 min 35 s |
| 9    | C. Bacchy          | Richard Puigségur     | Peugeot 404            | 2      | 18 h 00 min 52 s | + 4 h 46 min 48 s |
| 10   | Claudine Trautmann | Marie-Odile Desvignes | Renault 16 TS          | 2      | 19 h 43 min 37 s | + 6 h 29 min 33 s |

### Troisième étape
Les équipages repartent de Ouarzazate le samedi, en direction du Tafilalet. Les 235 kilomètres entre Agdz et Rissani vont être fatals à l'Alpine d'Andersson, le joint de culasse ne résistant pas à l'épreuve. Mikkola, qui pouvait envisager la troisième place, abandonne peu après, radiateur crevé. Bien que ménageant sa mécanique, Lampinen réalise le meilleur temps, creusant encore l'écart sur les Citroën. Avec désormais une marge de quarante-deux minutes, il va parcourir les 200 derniers kilomètres chronométrés à un rythme modéré, laissant à Ponnelle le soin de remporter l'ultime spéciale, sur sa DS de série. Laurent, qui pouvait prétendre à la cinquième place, a la malchance de casser la traverse arrière de sa DAF et doit renoncer à quelques encablures du but. Le retour sur Casablanca est une formalité pour Lampinen, qui remporte la victoire dès sa première participation à l'épreuve marocaine, permettant à Lancia de reprendre la tête au classement provisoire du Championnat international des marques. Deuxième, Neyret s'impose en groupe 2, Citroën remportant également la victoire un Groupe 1 grâce à Ponnelle, troisième. Seulement six voitures ont atteint l'arrivée, «Dupré», quatrième, devançant la Peugeot 404 du pilote privé Bacchy et la Renault 16 de Claudine Trautmann, ces deux voitures terminant très attardées.

### Classements intermédiaires
Classements intermédiaires des pilotes après chaque épreuve spéciale.

### Classement général
| Pos | No | Pilote             | Copilote              | Voiture                | Temps            | Écart             | Groupe |
| --- | -- | ------------------ | --------------------- | ---------------------- | ---------------- | ----------------- | ------ |
| 1   | 1  | Simo Lampinen      | Sölve Andreasson      | Lancia Fulvia coupé HF | 19 h 42 min 01 s |                   | 4      |
| 2   | 11 | Robert Neyret      | Jacques Terramorsi    | Citroën DS 21          | 20 h 14 min 31 s | + 32 min 30 s     | 2      |
| 3   | 29 | Raymond Ponnelle   | Pierre de Serpos      | Citroën DS 21          | 20 h 28 min 39 s | + 46 min 38 s     | 1      |
| 4   | 34 | «Dupré»            | «Le Tahitien»         | Renault 16 TS          | 24 h 49 min 50 s | + 5 h 07 min 49 s | 2      |
| 5   | 53 | C. Bacchy          | Richard Puigségur     | Peugeot 404            | 27 h 04 min 20 s | + 7 h 22 min 19 s | 2      |
| 6   | 16 | Claudine Trautmann | Marie-Odile Desvignes | Renault 16 TS          | 28 h 19 min 39 s | + 8 h 37 min 38 s | 2      |

### Équipages de tête
- ES1 à ES2 :  Ove Andersson -  Arne Hertz (Alpine A110 1600 S)
- ES3 à ES5 :  Jean-Pierre Nicolas -  Pierre Thimonier (Alpine A110 1600 S)
- ES6 à ES8 :  Jean-Luc Thérier -  Claude Roure (Alpine A110 1600 S)
- ES9 :  Ove Andersson -  Arne Hertz (Alpine A110 1600 S)
- ES10 à ES12 :  Simo Lampinen -  Sölve Andreasson (Lancia Fulvia coupé HF)

### Vainqueurs d'épreuves spéciales
- Jean-Luc Thérier -  Claude Roure (Alpine A110 1600 S) : 5 spéciales (ES 2, 4, 5, 7, 8)
- Ove Andersson -  Arne Hertz (Alpine A110 1600 S) : 2 spéciales (ES 1, 9)
- Jean-Pierre Nicolas -  Pierre Thimonier (Alpine A110 1600 S) : 1 spéciale (ES 3)
- Björn Waldegård -  Fergus Sager (Citroën SM) : 1 spéciale (ES 6)
- Robert Neyret -  Jacques Terramorsi (Citroën DS 21) : 1 spéciale (ES 10)
- Simo Lampinen -  Sölve Andreasson (Lancia Fulvia coupé HF) : 1 spéciale (ES 11)
- Raymond Ponnelle -  Pierre de Serpos (Citroën DS 21) : 1 spéciale (ES 12)

## Résultats des principaux engagés
| No | Pilote               | Copilote              | Voiture                | Groupe | Classement général                           | Class. groupe |
| -- | -------------------- | --------------------- | ---------------------- | ------ | -------------------------------------------- | ------------- |
| 1  | Simo Lampinen        | Sölve Andreasson      | Lancia Fulvia coupé HF | 4      | 1er                                          | 1er           |
| 2  | Jean-Luc Thérier     | Claude Roure          | Alpine A110 1600 S     | 4      | ab. dans la 9e spéciale (crevaison)          | -             |
| 3  | Ove Andersson        | Arne Hertz            | Alpine A110 1600 S     | 4      | ab. dans la 11e spéciale (joint de culasse)  | -             |
| 4  | Jean-Pierre Nicolas  | Pierre Thimonier      | Alpine A110 1600 S     | 4      | ab. après la 7e spéciale (hors délai)        | -             |
| 5  | Claude Laurent       | Yves Dion             | Daf 55                 | 2      | ab. dans la 12e spéciale (traverse arrière)  | -             |
| 6  | Rauno Aaltonen       | Henry Liddon          | Citroën SM             | 2      | ab. après la 7e spéciale (boîte de vitesses) | -             |
| 7  | Guy Chasseuil        | Christian Baron       | Peugeot 504            | 2      | ab. après la 10e spéciale (joint de culasse) | -             |
| 8  | Jean-Marie Jacquemin | Jacques Jaubert       | Renault 12 Gordini     | 2      | ab. après la 10e spéciale (traverse arrière) | -             |
| 9  | Björn Waldegård      | Fergus Sager          | Citroën SM             | 2      | ab. dans la 8e spéciale (différentiel)       | -             |
| 10 | Hannu Mikkola        | Atso Aho              | Peugeot 504            | 2      | ab. dans la 11e spéciale (radiateur crevé)   | -             |
| 11 | Robert Neyret        | Jacques Terramorsi    | Citroën DS 21          | 2      | 2e à 32 min 30 s                             | 1er           |
| 12 | Jean Deschazeaux     | Jean Plassard         | Citroën SM             | 1      | ab. dans la 2e spéciale (sortie de route)    | -             |
| 14 | René Trautmann       | Dominique Guichard    | Alpine A110 1600 S     | 4      | ab. avant la 1re spéciale (retrait)          | -             |
| 16 | Claudine Trautmann   | Marie-Odile Desvignes | Renault 16 TS          | 2      | 6e à 8 h 37 min 38 s                         | 4e            |
| 17 | Richard Bochnicek    | Kurt Nestinger        | Citroën DS 21          | 2      | ab. dans la 2e spéciale (moteur)             | -             |
| 18 | Harry Källström      | Gunnar Häggbom        | Lancia Fulvia coupé HF | 4      | Forfait                                      | -             |
| 19 | Tony Fall            | Mike Wood             | Peugeot 504            | 1      | ab. dans la 10e spéciale (injection)         | -             |
| 20 | Jean Guichet         | Jean Todt             | Peugeot 504            | 1      | ab. dans la 8e spéciale (injection)          | -             |
| 26 | Francisco Romãozinho | José Arnaud           | Citroën DS 21          | 1      | ab. dans la 9e spéciale (joint de culasse)   | -             |
| 28 | Raymond Touroul      | Pierre Lafont         | Mercedes-Benz 280 SE   | 2      | ab. dans la 9e spéciale (enlisement)         | -             |
| 29 | Raymond Ponnelle     | Pierre de Serpos      | Citroën DS 21          | 1      | 3e à 46 min 38 s                             | 1er           |
| 32 | Pierre Pagani        | Michel Malherbe       | Mercedes-Benz 280 SE   | 2      | ab. dans la 10e spéciale (enlisement)        | -             |
| 34 | «Dupré»              | «Le Tahitien»         | Renault 16 TS          | 2      | 4e à 5 h 07 min 49 s                         | 2e            |
| 36 | Lorenzo Merlone      | Riccardo Mortara      | Volvo 142 S            | 2      | ab. dans la 11e spéciale                     | -             |
| 43 | Jacques Cheinisse    | Marcel Callewaert     | Alpine A110 1600 S     | 4      | ab. dans la 1re étape (retrait)              | -             |
| 53 | C. Bacchy            | Richard Puigségur     | Peugeot 404            | 2      | 5e à 7 h 22 min 19 s                         | 3e            |

## Classement du championnat à l'issue de la course
- attribution des points : 20, 15, 12, 10, 8, 6, 4, 3, 2, 1 respectivement aux dix premières marques de chaque épreuve (sans cumul, seule la voiture la mieux classée de chaque constructeur marque des points)[8].
- sur dix épreuves qualificatives prévues pour le championnat international des marques 1972, neuf seront effectivement courues : devant se dérouler du 19 au 24 juin, la 32e édition de la Coupe des Alpes sera annulée, faute d'un nombre suffisant de participants[9].

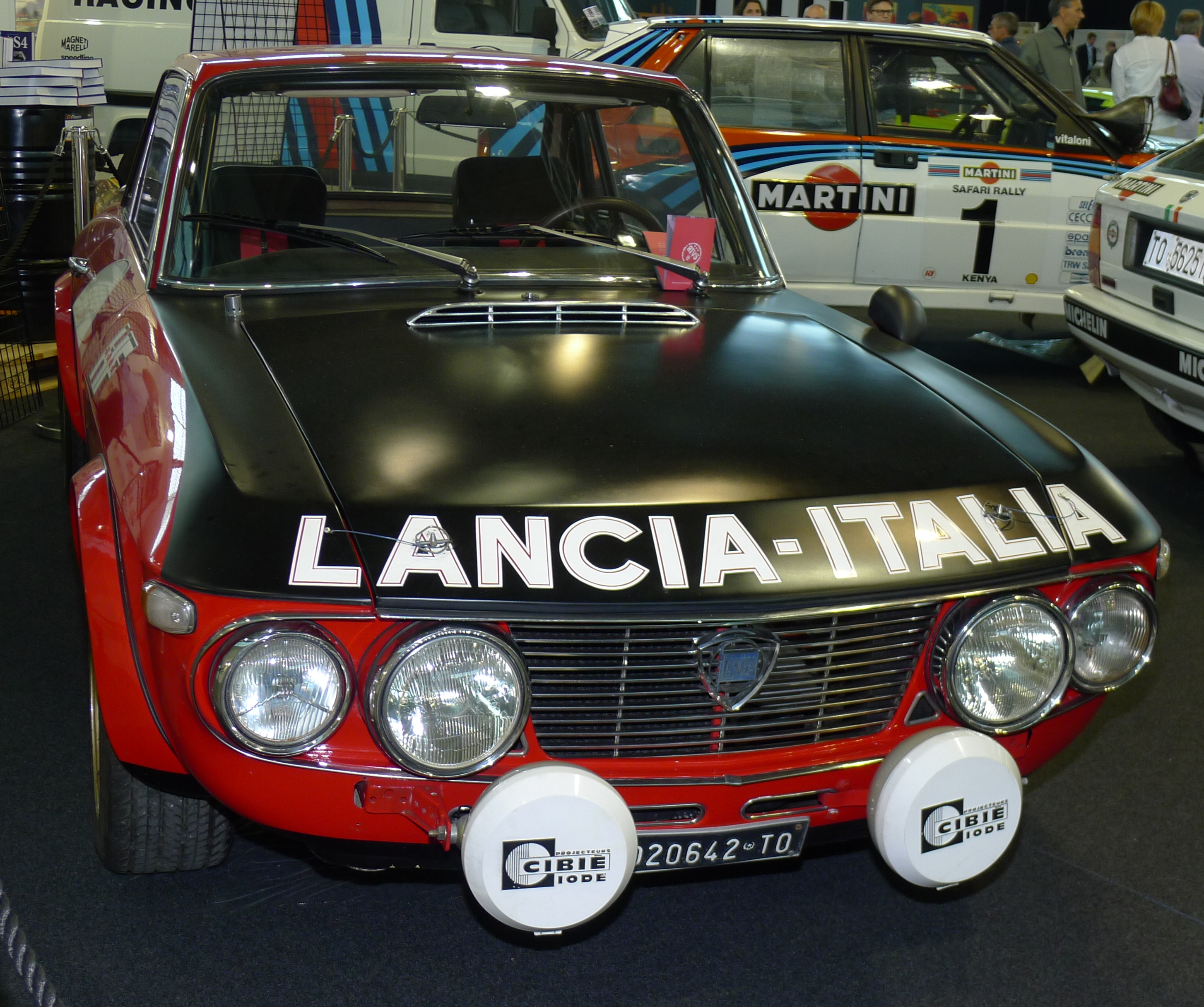
La victoire du coupé Fulvia HF de Simo Lampinen au Maroc permet à Lancia de reprendre la tête du championnat international des marques.

| Pos. | Marque         | Points | M-C | SUE | SAF | MAR | ACR | ALP | AUT | SAN | PRE | RAC |
| ---- | -------------- | ------ | --- | --- | --- | --- | --- | --- | --- | --- | --- | --- |
| 1    | Lancia         | 52     | 20  | 12  | -   | 20  |     |     |     |     |     |     |
| 2    | Porsche        | 45     | 15  | 15  | 15  | -   |     |     |     |     |     |     |
| 3    | Ford           | 28     | 8   | -   | 20  | -   |     |     |     |     |     |     |
| 4    | Saab           | 20     | -   | 20  | -   | -   |     |     |     |     |     |     |
| 4=   | Datsun         | 20     | 12  | -   | 8   | -   |     |     |     |     |     |     |
| 6    | Citroën        | 15     | -   | -   | -   | 15  |     |     |     |     |     |     |
| 7    | Opel           | 12     | 2   | 10  | -   | -   |     |     |     |     |     |     |
| 7=   | Peugeot        | 12     | -   | -   | 4   | 8   |     |     |     |     |     |     |
| 9    | Renault        | 10     | -   | -   | -   | 10  |     |     |     |     |     |     |
| 10   | BMW            | 6      | -   | 6   | -   | -   |     |     |     |     |     |     |
| 11   | Alpine-Renault | 4      | 4   | -   | -   | -   |     |     |     |     |     |     |
| 12   | Fiat           | 3      | 3   | -   | -   | -   |     |     |     |     |     |     |